# Albert Neve
José Alberto Tapia Varon, conegut artísticament com a Albert Neve (n. Barcelona) és un discjòquei català, un dels representants més significatius i influents de l'escena musical electrònica de l'estat espanyol. Ha sigut DJ resident a discoteques tals com Chasis, Area, Set59, She i SIX. L'any 2011 SIX Discoteca tanca, i Albert Neve comença la seva aventura en solitari actuant a diverses discoteques del món com a DJ convidat.

## Biografia
Albert porta exercint de DJ des dels 15 anys. Al complir els 19 va decidir endinsar-se en el món de la producció, dedicació que avui en dia encara conserva. En els seus inicis compaginava la universitat (estudiava enginyeria informàtica) i la música, fins que degut al gran èxit de les seves primeres produccions es va veure obligat a deixar els seus estudis per centrar-se en la música.
Des de llavors ha estat present en un gran nombr de cabines, tant a nivell nacional com internacional. Pel que fa a les seves produccions ha pogut publicar-les en segells de gran prestigi, fet que ha permès que produccions seves figuressin en top ten europeus i que ell pogués realitzar actuacions en països tals com: Alemanya, Itàlia, França, Anglaterra, Mèxic o EUA.
El 2012 va ser l'any que Albert Neve var explotar a nivell mundial amb el rèmix oficial al tema "Craissy 2k12" del Chuckie. Amb aquest èxit David Guetta es va interessar en ell com a artista a tindre en compte.
Més tard, el 2013, David Guetta li va donar l'oportunitat a remesclar el seu tema Play Hard. Albert Neve no va defraudar, la remescla va arribar a dalt de molts top tens, arribant a estar entre els primers temes en el top ten de Beatport. El rèmix va rebre gran suport de l'elit EDM i va ser inclosa en sets a Tomorrowland, EDC, Creamfields, etc. A l'estiu va participar en dues actuacions exclusives de F*** Me I'm Famous al Pacha Eivissa. Seguidament, un cop finalitzat l'estiu, Albert Neve va fer el seu primer tour pel Sud d'Àsia.
Les seves produccions han rebut suport d'artistes de renom, tals com David Guetta, Armin Van Buuren, Afrojack, Roger Sánchez, Laidback Luke, Nicky Romero, Chuckie, Gregori Klosman o Knife Party entre d'altres.

## Tomorrowland
El 6 de juny de 2014 Albert Neve es converteix en el primer discjòquei català convidat a la major festa electrònica del món, Tomorrowland.

## Discografia

### Singles
- 2007: Albert Neve & David Oleart - «She loves» (Original Mix)
- 2008: Albert Neve & David Oleart - «I'm Alive» (Original Mix)
- 2009: Xavi Beat;Albert Neve;Dreaminfusion - «Love surrounds me»
- 2009: Juanjo Martín;Albert Neve;Nalaya Brown - «Supermartxe»
- 2010: Juanjo Martín;Albert Neve;Nalaya Brown - «Don't stop till you get enough»
- 2010: Dani Moreno ft. Albert Neve - «Somebody to love»
- 2010: Xavi Beat;Albert Neve;Dreaminfusion - «Contradiction»
- 2012: Albert Neve (amb Dj Disciple, Dru Hepkins i Norykko) - «Romper Room» (Radio Edit)
- 2013: Albert Neve feat. Dave Vives - Generation Love.
- 2014: Albert Neve & Manuel Galery - Game of thrones.
- 2014: Albert Neve & Les Castizos feat. Robbie Wulfsohn - Maverick.
- 2015: Albert Neve - Sometimes.
- 2015: Albert Neve & JP Candela - Future Rave.
- 2015: Albert Neve & Chuckie - Damn[7]

### Remescles
- 2007: Albert Neve & David Oleart - «She loves» (6AM Remix)
- 2008:
  - Juanjo Martin i First Mike - «Set me free» (Albert Neve Remix)
  - Wally Lopez (amb Hadley & Dani-Vi) - «Burning Inside» (Albert Neve Strings Remix)
  - Wally Lopez (amb Hadley & Dani-Vi) - «Burning Inside» (Albert Neve 808 Remix)
  - Albert Neve & David Oleart - «I'm Alive» (6AM Remix)

- 2009:
  - David Guetta ft. Chris Willis - Distortion (Albert Neve & Dj Obek Remix)

- 2010:
  - Antoine Clamaran (amb Soraya) - «Live Your Dreams» (Albert Neve Main Remix)
  - Lock'n Load - «Blow Ya Mind 2011» (Chuckie meets Neve & Obek Remix)
  - Kelly Rowland (amb David Guetta) - «Commander» (Chuckie & Neve Remix)
  - Juanjo Martin i Rebeka Brown - «Millenium» (Albert Neve 2010 Remix)

- 2011: 
  - Antoine Clamaran ft. Soraya - «Stick Shift» (Albert Neve Remix)
  - Juan Magan (amb Denis Daidanow) - «Shuri Shuri» (Crazy) (Albert Neve Remix)
  - Filipe Guerra (amb Nalaya) - «Feel Alive» (Albert Neve Tech Remix)
  - Dj Obek (amb Ambush MC) - «Craissy» (Albert Neve & Chuckie Remix)
  - Chuckie - «Who Is Ready to Jump» (Albert Neve RAW Remix)
  - Vicenzzo, Always i Silco (amb Vanessa Klein) - «Pray» (Classic & Modern Remix)

- 2012:
  - Obek (amb Ambush) - «Craissy» (Albert Neve i Chuckie 2K12 Remix)[8]
  - Albert Neve (amb Dj Disciple i Dru Hepkins) - «Romper Room» (HUGE Remix)
  - Antoine Clamaran - «Dr. Drum» (Albert Neve RAW Remix)

- 2013: David Guetta[9] (amb Akon i Ne-Yo) - «Play Hard» (Albert Neve Remix)

## Premis[calcitació]
- 2010: Deejaymag Awards com a Best Remixer
- 2011: Deejaymag Awards com a Best spanish producer of the year